# Terra Botanica
 (juin 2025).
 (juin 2025).
Terra Botanica est un parc à thème situé à Angers, dans le quartier Les Hauts de Saint-Aubin, en Maine-et-Loire, en France. Il est dédié à l'univers du végétal et de la biodiversité. Le parc met en avant le territoire angevin ainsi que le savoir-faire en botanique et de l'horticulture de l’Anjou, reconnu internationalement. Son objectif est également d’informer et d’éduquer les jeunes générations sur le respect du monde végétal et la biodiversité.
Inauguré en avril 2010, Terra Botanica appartient au  conseil départemental de Maine-et-Loire. Initialement conçu comme une locomotive touristique du département, le parc a rencontré des difficultés financières après cinq saisons, nécessitant un repositionnement de ses attractions et de sa communication.
Ouvert en avril 2010, propriété du conseil départemental de Maine-et-Loire, Terra Botanica avait pour objectif de devenir la locomotive touristique du département. Cependant, après cinq saisons, la fréquentation décevante et les difficultés financières ont conduit à un repositionnement du parc dans ses attractions et sa communication.

## Localisation
Le parc occupe une superficie de quarante hectares, situé dans le département de Maine-et-Loire, sur le site de l’ancien aérodrome d’Angers-Avrillé, dans le secteur des Hauts de Saint-Aubin au nord d'Angers, au nord de la ville d’Angers. Il bénéficie d’une position dominante sur les Basses vallées angevines, classées Natura 2000 pour leur biodiversité. En 2016, la zone visitable s’étendait sur environ douze hectares comprenant 70 000 m² de jardins et paysages, 25 000 m² d’espaces aquatiques, ainsi que des chemins, des bâtiments et des serres totalisant une superficie de 10 000 m².

## Histoire

### Construction et inauguration
Le projet de Parc du végétal est évoqué pour la première fois en 1998. Le Conseil général de Maine-et-Loire souhaite alors se doter d'une locomotive touristique. En février 2000, le site de l'ancien aérodrome d'Angers-Avrillé est retenu pour accueillir le parc, alors que la Vallée de l'Authion (Ponts-de-Cé) et les Ardoisières de Trélazé étaient également sur les rangs. Le projet est confié à la société Sferg-Coteba. Celle-ci rend sa copie en juillet 2000 et propose de créer un parc d'attractions : La Rivière enchantée, le grand splash ou le roller coaster sont là pour le rappeler. L'ouverture est alors envisagée en avril 2004 pour un prix d'entrée de 100 francs.
Un nouveau projet voit le jour en 2004, sous la houlette de Jean-Pierre Chavassieux, conseiller général, et de Christophe Béchu, fraîchement élu président du Conseil général[réf. nécessaire]. Désormais, l'ambition du parc est de présenter une vision planétaire et universelle du végétal en prenant en compte la notion de développement durable. Le parc ludique et pédagogique a remplacé le parc d'attractions. En décembre 2004, la création d'un parc du végétal est officiellement décidée. Thierry Huau, paysagiste et urbaniste, est chargé de mettre en scène le parc, en lien avec l'architecte Jean Kalt. L'architecte Jean de Gastines réalise les bâtiments sur onze hectares dont 12 000 m2 de bâtiments et serres.
Le chantiers commencent en février 2008. Le parc est inauguré le 3 avril 2010 par le maire de la ville d'Angers et président d'Angers Loire Métropole Jean-Claude Antonini, le maire d'Avrillé Marc Laffineur, du président du conseil général de Maine et Loire Christophe Béchu, et du président du conseil régional des Pays de la Loire Jacques Auxiette. Il ouvre officiellement au public le 10 avril 2010. Au total, la création du parc a coûté 83 millions d'euros[source secondaire souhaitée].
Jusqu'en octobre 2014 la SAEML Terra Botanica assure le gestion du Parc. Son actionnariat est répartie entre Collectivités territoriales : les communes d'Angers et d'Avrillé, la communauté d'agglomération d'Angers Loire Métropole, le conseil général de Maine-et-Loire et Angers Loire Tourisme, Angers Expo Congrès, Végépolys, le Club Destination Anjou, le Comité d'expansion économique de Maine-et-Loire, le Comité départemental du tourisme, la Caisse des Dépôts et Consignations, la Caisse d'Épargne, la Chambre de commerce et d'industrie d'Angers, le Crédit agricole et le Bureau horticole régional[source secondaire souhaitée].

### Difficultés financières et repositionnement du parc
En octobre 2013, la ville d'Angers et l'agglomération par la voie de Joël Bigot (PS) demande un audit financier sur le parc. Selon ses dires, celui-ci perd de l'argent. Son directeur l'affirme rentable et précise « le compte d'exploitation 2013 sera équilibré. » Cette polémique pourrait trouver sa source dans la course à la mairie d'Angers. Terra Botanica est un projet du président du conseil général Christophe Béchu (UMP), candidat déclaré à la mairie d'Angers. Cependant, mi-décembre 2013, le président du parc accepte de conduire un audit financier à la suite d'une saison 2013 décevante, avec une baisse de 8 % de la fréquentation, amenant Terra Botanica « loin de son point d’équilibre » financier. Pour l'année 2013, le parc a accueilli 230 000 visiteurs, dont 170 000 entrées payantes.
Début septembre 2014, Ouest-France révèle une fréquentation 2014 autour de 130 000 entrées payantes, loin du point des objectifs attendus à 280 000. Ces chiffres sont jugés catastrophiques par le quotidien. Christian Gillet, nouveau président du conseil général de Maine-et-Loire, parle d'une « crise de croissance », et annonce une dotation exceptionnelle d'1,5 million d'euros, somme qui couvre le déficit du parc. Le parc frôle alors le dépôt de bilan, quatre ans après son lancement. Le conseil général se sépare du directeur du parc en septembre 2012 et se donne trois ans pour redresser les finances et la fréquentation. Ouest-France considère le parc comme un fiasco, listant les erreurs commises lors de sa conception : concept mal défini, chiffres occultés de certains rapports, absence de conseil scientifique et mauvaise communication,.
Au premier janvier 2015, Denis Griffon prend les commandes du parc avec un plan de relance et une nouvelle stratégie. Ancien directeur de la communication de la région Pays de Loire en fin des années 1990, il espère relancer le parc en recentrant le positionnement vers l'enfant de 3 à 12 ans. La construction de plusieurs nouvelles attractions destinées aux enfants est prévue pour la réouverture en avril 2015. En février, les annonces de nouveautés concernaient un carrousel pour les enfants jusqu'à 6 ans et une structure de toboggan pour les 7 ans et plus. Denis Griffon annonce également l’installation d'un ballon captif permettant d'emmener plusieurs personnes à près de 150 m de hauteur. L'augmentation est au rendez-vous avec une montée de 35 % de la fréquentation.
Début 2015, Christophe Béchu fait entrer la ville d'Angers dans l'actionnariat du parc, à hauteur de 48 %. Fin mai 2015, Ouest-France fait état d'un rapport confidentiel de la chambre régionale des comptes, qui révèle un déficit cumulé de 5,7 millions d'euros depuis l'ouverture du parc. Malgré des subventions d'exploitation de la ville d'Angers et du conseil départemental, ainsi qu'une réorganisation de sa gestion et de sa politique commerciale, le parc reste encore déficitaire en 2015.

### Nouveautés Post 2021
En 2021, le parc a ouvert son 5e Univers, « les Mystères de la Forêt », une zone qui met à l'honneur les arbres, les forêts primaires et les champignons. Cette ouverture coïncide avec le début d'un parcours nocturne de lumière et son, « Le Terra Nocta »
En 2023 « les Mystères de la Forêt » s'est vu agrandir pour accueillir « la Canopée des Oiseaux ». La canopée est un aire de jeu qui permet aux enfants d'aborder le sujet de bien-être des oiseaux dans un cadre ludique avec notamment des simulations de vols en réalité virtuelle, une tyrolienne, des parcours en ponts de singe et bien plus encore.
Au lancement de la saison de 2024, Terra a ouvert encore de nouvelles zones. D'une part « la Clairière des animaux », un havre de paix et d'échange pour les animaux divers et variés. De l'autre « la Galerie aux papillons », un complément à la serre aux papillons tropicaux, la galerie permet d'observer les habitudes, plantes hôtes, chrysalides et papillons français ; ceux qu'on peut observer dans nos jardins.
Le 1er février 2025, la gestion du parc est reprise par le groupe privé français Looping Group,. La décision est actée le 27 janvier 2025 par le Conseil départemental de Maine-et-Loire et la ville d'Angers pour un bail de quarante ans,.
A l'ouverture de la saison 2025, Terra Botanica inaugure un parcours interactif dans l'univers de la Louisiane avec « Aventure au Bayou ». Ce parcours évoque l'histoire de Jeanne Barret, une botaniste qui fût notamment la première femme à faire le tour du monde en 1770.

## Le parc
Douze hectares sur quarante sont proposés à la visite, faisant de Terra Botanica selon ses dirigeants le premier parc à thèmes d'Europe dans l’univers du végétal, permettant ainsi de découvrir des centaines de milliers de végétaux issus des six continents.
Décomposé en quatre zones (les grandes explorations, escapade en Anjou, aux origines de la vie, le végétal insolite), Terra Botanica propose de découvrir des végétaux du monde entier au travers de différentes ambiances et attractions.
Le parc propose également des spectacles centrés autour des plantes (explorations des botanistes du XVIIIe siècle, par exemple), ainsi que des attractions et des jeux pour enfants.

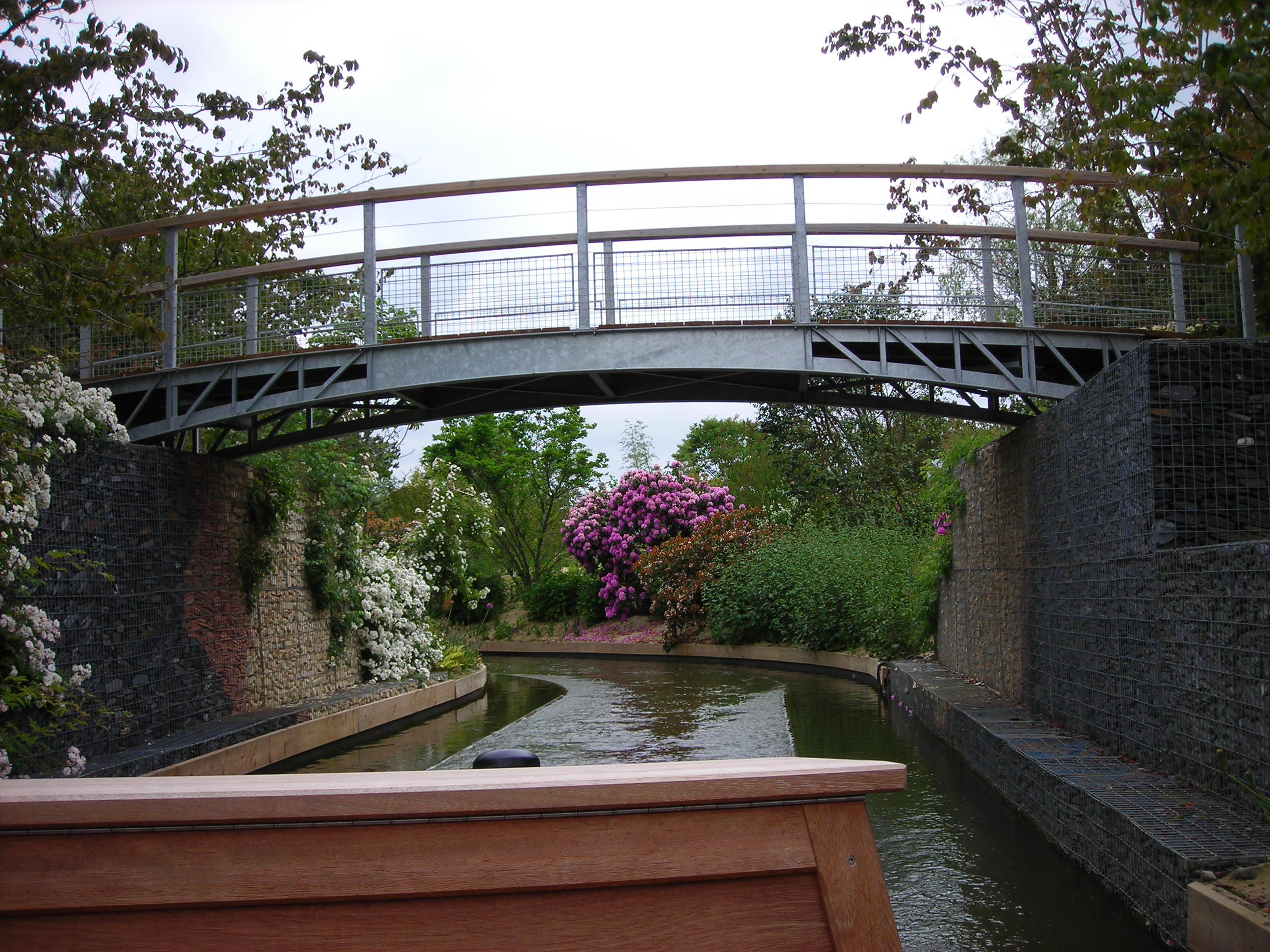
Pont sur le canal de l'attraction « l'Odyssée botanique ».

Évoquant les gabares angevines en bois qui remontaient la Maine, l'attraction nommée « Odyssée botanique » est un parcours en barque du constructeur Mack Rides, de type free flow boat. L'attraction « la Balade des cimes » est un parcours en monorail du constructeur Soquet, de type pedal car. Voyage au centre de la plante est un film diffusé dans le cinéma 4-D.

## Fréquentation
Avant l'ouverture officielle du parc, une visite du chantier organisée par le Conseil général de Maine-et-Loire le 4 octobre 2009 attire 10 804 personnes.
Au 2 juillet 2010, 100 000 visiteurs avaient acheté leur billet pour découvrir Terra Botanica. La fréquentation du parc est établie sur la base d'une fréquentation minimale de rentabilité de 300 000 visiteurs. Au terme de la première saison, le parc affiche une fréquentation de 260 000 visiteurs. La moitié de la fréquentation repose sur la population du département. 20 % des visiteurs viennent des quatre autres départements des Pays-de-la-Loire et 30 % n'habitent pas la région.
À la fin de la saison 2011, Terra Botanica annonce avoir accueilli 301 049 visiteurs, dont 60 % venant d'autres départements. Le chiffre d'affaires annoncé au terme de la saison est de six millions d'euros.
Le 7 juillet 2013 le millionième visiteur est accueilli sur le parc. La baisse de fréquentation se poursuit.
C'est au total 159 000 visiteurs qui découvrent le parc en 2014, se départageant grossièrement en 100 000 individuels, 30 000 groupes, 10 000 invités et 20 000 congressistes,.
Le 10 mai 2015 un pic de fréquentation est atteint avec 5 800 visiteurs en une journée. 213 000 visiteurs franchissent les portes du parc lors la saison 2015,. Le nombre d'entrées poursuit son augmentation avec 226 000 visiteurs répartis sur l'exercice 2016.
Le parc accueille 260 000 visiteurs durant la saison 2017 et 288 000 visiteurs en 2018,.
Le parc annonce 493 000 visiteurs pour la saison 2022 et 554 000 en 2023
. La hausse de fréquentation se confirme en 2024 avec 578 000 visiteurs.

## Emploi
Le parc emploie en 2016 plus de 140 personnes dont 30 salariés permanents.
En 2014, des licenciements pour motif économique ont été réalisés.